# Sirenen
De sirenen (Sirenidae) zijn een familie van salamanders. De groep werd voor het eerst wetenschappelijk beschreven door John Edward Gray in 1825. Oorspronkelijk werd de wetenschappelijke naam Sirenina gebruikt. Het is de enige familie in de onderorde Sirenoidea.
Alle soorten hebben onderontwikkelde voorpoten en geen achterpoten; met name dit laatste kenmerk onderscheidt de familie van de aalsalamanders (Amphiumidae), die er sterk op lijken. Het lichaam is langgerekt en cilindrisch, de externe kieuwen blijven behouden bij volwassen exemplaren. De langste soort kan bijna een meter bereiken, de andere soorten blijven aanzienlijk kleiner. Sirenen komen voor in Noord-Amerika. De habitat bestaat uit moerassen, rivierarmen en andere wateren, die nooit worden verlaten.
De sirenen wijken zo sterk af van alle andere salamanders, dat ze soms als een aparte orde worden beschouwd. Er zijn vijf soorten in twee geslachten.

## Taxonomie
Familie Sirenidae
- Geslacht Pseudobranchus (dwergsirenen)
  - Soort Pseudobranchus axanthus
  - Soort Gestreepte dwergsirene (Pseudobranchus striatus)
- Geslacht Siren (sirenen)
  - Soort Siren intermedia
  - Soort Grote sirene (Siren lacertina)
  - Soort Gevlekte sirene (Siren reticulata)